# Tích hợp ứng dụng doanh nghiệp
Tích hợp ứng dụng doanh nghiệp (tiếng Anh: enterprise application integration – EAI) kết nối các chức năng kinh doanh của một doanh nghiệp, thường bị phân tán trên các hệ (platform) khác nhau, nhằm hợp nhất các chu trình doanh nghiệp.

## Định nghĩa

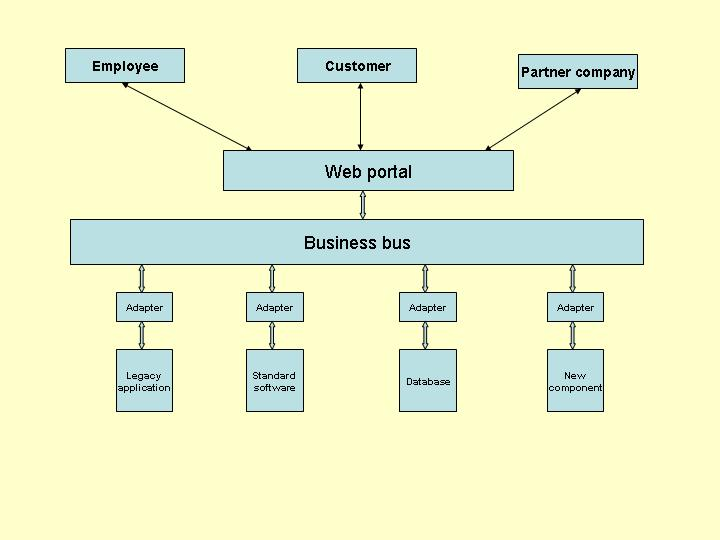
Tích hợp ứng dụng doanh nghiệp

Tích hợp ứng dụng doanh nghiệp bao gồm các kế hoạch, phương pháp và phần mềm để tích hợp các hệ thống ứng dụng độc lập và không đồng nhất, nếu cần thiết bao gồm cả các hệ thống ứng dụng bên ngoài, theo chu trình kinh doanh của doanh nghiệp.
Ngược với các kỹ thuật tích hợp khác như tích hợp chức năng hoặc tích hợp dữ liệu, việc cài đặt từng chức năng riêng lẻ trong kinh doanh không bị thay đổi trong phương án tích hợp ứng dụng doanh nghiệp. Tất cả các giao diện được trừu tượng hóa thông qua các bộ tiếp hợp (adapter).
Trên buýt doanh nghiệp (business bus), còn được gọi là nền tích hợp (integration platform), các dữ liệu được đưa đến từng chức năng một và chuyển tiếp kết quả đi theo đúng thứ tự được đặt ra.
Khác với các phần mềm trung gian (middleware) cổ điển, tích hơp ứng dụng kinh doanh có khả năng miêu tả một cách hợp lý chu trình kinh doanh. Nhiều sản phẩm phần mềm trung gian ngày nay cũng có một bộ máy cho chu trình kinh doanh (business process engine), dùng để miêu tả một cách hợp lý việc kinh doanh như buýt doanh nghiệp.

## Phân loại
Trong thực tế người ta chia ra các tích hợp ứng dụng doanh nghiệp ra thành:
- Application to application integration (A2A): Tích hợp ở cấp hệ thống.
- Person to system integration: một giao diện người dùng đồ họa (graphical user interface – GUI) chung cho nhiều ứng dụng.
- Business to business integration (B2B): Tích hợp ứng dụng ra ngoài ranh giới của doanh nghiệp.

## Các hãng sản xuất
- BEA: WebLogic, WebLogic Integration
- IBM: Crossworlds, WebSphere
- Mercator: Ascential Enterprise Integration Platform
- Microsoft: BizTalk, Host Integration Server
- SAP: Netweaver
- TIBCO: BusinessWorks
- SS4U.ERP: Oracle Technology

## DSL Các dự án
- Guaraná DSL Lưu trữ ngày 22 tháng 7 năm 2011 tại Wayback Machine

## Các dự án mã nguồn mở
- OpenAdaptor
- OpenSyncro Lưu trữ ngày 17 tháng 6 năm 2008 tại Wayback Machine
- xBus